# Onegai Teacher
Onegai Teacher (jap. おねがい☆ティーチャー, Onegai Tīchā), im englischsprachigen Raum als Please Teacher! bekannt, ist ein Seinen-Anime und -Manga von 2001. Er handelt von einem Jungen, der aufgrund einer seltenen Krankheit in einen komaartigen Zustand verfällt. Er selbst nennt diesen Zustand „Stillstand“. In diesen gerät er unter anderem durch Gefühlsschwankungen, die besonders in der Beziehung zu seiner außerirdischen Lehrerin auftreten, die gleichzeitig seine Frau ist. 2003 erschien der Anime-Ableger Onegai Twins.

## Handlung
Bevor die Serie beginnt, fällt ein 15-jähriger Junge, der in der Serie den Namen Kei trägt und der Hauptcharakter der Serie ist, in den „Stillstand“. Dieser dauert 3 Jahre. Nachdem er aus diesem wieder erwacht, verlässt er sein Zuhause, um den sozialen Problemen zu entgehen, die aufgrund dieses dreijährigen Zeitunterschiedes entstehen würden. Er zieht zu seinem Onkel, einem Arzt, und dessen Frau. Vor seinen neuen Freunden hält er den Zeitunterschied geheim und er versucht dort ein neues Leben zu beginnen. Während der ersten Akte der Handlung trifft er auf eine gut aussehende halbaußerirdische Person, die die Erde beobachtet und die – wie es sich im weiteren Verlauf herausstellt – seine Lehrerin Mizuho Kazami wird. Beide werden eines Tages in einer Abstellkammer der Schule aufgefunden. Aufgrund einiger Missverständnisse dabei sind die beiden gezwungen zu heiraten, um nicht zwangsweise die Schule verlassen zu müssen und damit Mizuhos Identität nicht auffliegt. So ziehen sie zusammen und während all dem Chaos, das ihre Freunde und Verwandten in ihrem Heim bald verursachen, beginnen sie langsam, sich wirklich ineinander zu verlieben.

## Handlungsort
Die Geschichte spielt – sowohl in Manga als auch im Anime selbst, obwohl es nicht weiter benannt wird – am Kizaki-See, der in der Präfektur Nagano in Japan auf der Hauptinsel Honshū liegt. Dies ist besonders im Anime an den Haltestationen der lokalen Schienenstrecke, an Ortsnamen wie Inao zu sehen. Im Roman wird die Schule als die Kizaki-Präfektur-Oberschule bezeichnet.

## Charaktere

### Hauptcharaktere
Kei Kusanagi (草薙 桂, gesprochen von: Sōichirō Hoshi)
ist ein 18-jähriger Junge, der sich als 15-Jähriger ausgibt. Aufgrund einer seltenen psychischen Krankheit hat er 3 Jahre seines Lebens im „Stillstand“ verbracht. Er ist der Hauptcharakter der Serie.
Mizuho Kazami (風見 みずほ, gesprochen von: Kikuko Inoue)
ist halb Alien, halb Mensch. Sie ist eine Level-C-Planeteninspektorin der Intergalaktischen Union. Sie wurde ausgesendet, um die menschliche Spezies genauer zu untersuchen und ihre Entwicklung in richtige Bahnen zu lenken. Mizuho wird Keis Lehrerin und im weiteren Verlauf der Handlung dessen Frau.

### Nebencharaktere
Matagu Shido (四道 跨, gesprochen von: Hiroaki Miura)
ist ein astronomiebegeisterter Student. Er hat bis zum Schluss der Serie kein Glück mit Frauen.
Koishi Herikawa (縁川小石, gesprochen von: Ayako Kawasumi)
gesteht Kei eines Tages ihre Liebe. Zu diesem Zeitpunkt war Kei bereits verliebt in und verheiratet mit seiner Lehrerin Mizuho. Aus diesem Grund wird Koishi von ihm zurückgewiesen. Sie verkraftet diese Zurückweisung nur sehr schwerlich. Eine Person, die ihr bei der Verarbeitung der Schmerzen hilft, ist Yamada-sensei. Im Laufe der Zeit bemerkt sie, dass sie sich in ihn verliebt hat. Ihre Eltern besitzen einen großen Lebensmittelladen.
Ichigo Morino (森野 苺, gesprochen von: Yukari Tamura)
leidet ebenfalls unter der gleichen „Stillstandskrankheit“ wie Kei. Sie lag allerdings für 6 Jahre in diesem komaartigen Zustand. Ihr reales Alter wäre damit 21, obwohl sie sich wie Kei auch als 15-jährig ausgibt.
Kaede Misumi (水澄楓, gesprochen von: Sayaka Ohara)
hat irische Vorfahren. Sie hat eine große Statur und hat rote Haare. Obwohl sie sehr schüchtern und zurückhaltend ist, geht sie eine Liebschaft mit ihrem Freund Hyosuke ein.
Hyosuke Magumo (間雲漂介, gesprochen von: Mitsuo Iwata)
ist ein hyperaktiver und äußerst vorlauter Schüler. Er wird der feste Freund von Kaede. Sein großes Ziel ist es, auf die Tokio-Universität gehen zu dürfen, um später einmal als großer Politiker die Korruption in der Politik zu bekämpfen.
Marie (まりえ, gesprochen von: Tomoko Kaneda)
ist das Kontroll- und Steuerprogramm von Mizuhos Raumschiff. Er ist absolut selbstreparabel und wartungsfrei und trägt ständig einen roten Gummischwimmring um den Bauch. Zudem führt er eine Art Liebesbeziehung mit Miruru.
Masami Yamada (山田正臣, gesprochen von: Tomokazu Sugita)
ist ein eher ruhiger Typ. Von Beruf ist er Lehrer an derselben Schule wie Mizuho. Sein großes Hobby ist das Bauen von Flugzeugen ohne Motor. Koishi beliefert ihn bei dem Bau stets mit Nahrungsmitteln aus dem elterlichen Laden. Während der Bauarbeiten an dem Flugzeug entwickelt er wesentlich weitreichendere Gefühle als es eine gewöhnliche Lehrer-Schüler-Beziehung zulässt.
Maho Kazami (風見まほ, gesprochen von: Satomi Kōrogi)
ist Mizuhos kleine Schwester. Zunächst mag sie Kei nicht, weil er im Gegensatz zu Mizuho viel zu jung sei. Nachdem sie ihn besser kennengelernt hat, akzeptiert sie ihn. Sie entwickelt allmählich auch Liebesgefühle für Kei.
Hatsuho Kazami (風見はつほ, gesprochen von: Yumi Takada)
ist Mizuhos Mutter und Schwiegermutter Keis, der sie an ihren verstorbenen Ehemann erinnert. Sie ist eine reine Außerirdische.
Shirou Kazami (風見士郎)
ist Mizuhos Vater. Er war Astronaut und im Auftrag der Erde im Weltall unterwegs. Als sich sein Schiff im weiten All verlor, rettete ihn Hatsuho. Sie heirateten und bekamen zwei Kinder, Mizuho und Maho. Er starb, als Mizuho noch ein junges Kind war.
Miruru (みるる)
ist der Schiffscomputer von Hatsuhos und Mahos Raumschiff. Sie ist gekleidet wie eine Frau und beginnt eine Art Liebesbeziehung mit Marie.
Minoru Edajima (江田島みのる, gesprochen von: Naoya Uchida)
Er ist Keis Onkel. Er arbeitet als Arzt in seiner Praxis daheim. Über die Beziehung zwischen Kei und Mizuho entwickelt er starke Gefühle von Neid. Dennoch kümmert er sich um seinen Neffen Kei und hilft ihm, wo er kann. Minoru ist mehr als nur ein wenig pervers eingestellt.
Konoha Edajima (江田島このは, gesprochen von: Rei Sakuma)
ist Keis Tante und arbeitet als Krankenschwester in der Praxis ihres Mannes. Mit ihrem Einfluss stoppt sie ihren Mann bei der einen oder anderen perversen Gedankenreise.

## Entstehung und Veröffentlichungen

### Anime
Die Serie besteht aus 12 Episoden, die bei Studio Daume produziert wurden. Regie führte Yasunori Ide und das Drehbuch schrieb Yōsuke Kuroda. Das Charakterdesign stammt von Hiroaki Gohda und die künstlerische Leitung lag bei Sotaro Hori. Die Musik der Serie stammt von Kazuya Takase, Shinji Orito und Tomoyuki Nakazawa. Das Vorspannlied ist Shooting Star von Kotoko und die beiden Abspanntitel sind Sora no Mori de von Kawada Mami und, für die letzte Folge, Love a Riddle von Kotoko.
Der Anime wurde vom 10. Januar bis 28. März 2002 von Animax, WOWOW und Bandai Channel in Japan ausgestrahlt. Bei Anime House erschien die Serie auf Deutsch und Animax zeigte eine englische Fassung. Außerdem wurden französische, koreanische, italienische und chinesische Fassungen veröffentlicht.
Eine 21 Minuten lange 13. Folge wurde im Oktober 2002 als OVA veröffentlicht. Sie wurde vom gleichen Team produziert und auch ins Englische, Koreanische und Chinesische übersetzt.

### Manga
Ein Manga zum Anime, gestaltet von Shizuru Hayashiya, erschien von Januar 2002 bis Februar 2003 im Magazin Comic Dengeki Daiō. Der Verlag MediaWorks brachte die Kapitel auch in zwei Sammelbänden heraus. Die englischsprachige Version des Mangas wurde unter dem Namen Onegai Teacher von ComicsOne veröffentlicht. Eine französische Übersetzung erschien bei Soleil und eine portugiesische in Brasilien bei JBC.
Eine Light Novel zu Onegai Teacher erschien im März 2003 bei MediaWorks. Sie wurde von Gō Zappa geschrieben und von Taraku Uon und Hiroaki Gōda illustriert. Später wurde sie auch von ComicsOne auf Englisch herausgebracht. Die Geschichte greift einige Kernelemente der Serie wieder auf und gibt sie in erneuter Form wieder. Außerdem enthält sie weitere Episoden, die es nur in dieser geschriebenen Form gibt und in der Serie ausgelassen wurden.
Im Oktober 2003 erschien ein offizielles Fanbook mit Illustrationen und Hintergrundinformationen zur Serie. Außerdem wurde ein Artbook mit großformatigen Illustrationen sowie Charakter- und Kostümstudien und einem 1 m großen Papp-Aufsteller von Mizuho.

### Hörspiel
In Japan erschien auch eine Hörspiel-Ableger zum Anime. Das Stück mit dem Titel Onegai Friends erschien auf CD.

## Fortsetzung
Die Fortsetzung von Onegai Teacher entstand aufgrund des großen Erfolges, den die Serie auf internationaler Ebene genoss. Sie trägt den Namen Onegai Twins und enthält die gleichen Charaktere wie ihr Vorgänger. Allerdings basiert die Serie auf einer völlig neuen Handlung.

## Rezeption
Trotz der verrückten Idee, die an ähnliche bereits bekannte verrückte Liebesgeschichten erinnere, beschreibt die Newtype USA den Anime als „überraschend gut“. Obwohl sich der Grund dafür schwer beschreiben lasse, für Freude von romantischen Komödien sei die Serie zu empfehlen. Auch die deutsche Mangaszene schreibt, die Geschichte sei weniger abgedroschen als es zunächst den Anschein hätte, die sie sich stark auf die Beziehungen und glaubhafte Charakterentwicklung konzentriere. Auch Animation und Musik seien gelungen.
Den Manga beschreibt Jason Thompson als unrealistisch, langweilig und mit „lustlos aufgesetzten Science-Fiction-Elementen“. Der Protagonist sei ungewöhnlich grantig und verbittert, die Zeichnungen wirkten hastig und beliebig.